# Conrad Aiken
Conrad Potter Aiken (5 d'agost de 1889, Savannah, Geòrgia - 17 d'agost de 1973, Savannah) va ser un escriptor nord-americà, guanyador del Premi Pulitzer de poesia.
En la infància d' Aiken va existir un fet que el va sotmetre a un trauma psicològic, aquest succés va ser l'assassinat de la seva mare en mans del seu pare, cometent suïcidi aquest últim després. Va estudiar a la Universitat Harvard, va escriure la majoria de les seves obres de ficció entre els anys 1920 i 1930.
En general van ser més reeixits els seus contes que les seves novel·les, com Strange Moonlight de la col·lecció Bring! Bring! (1925), Silent Snow, Secret Snow i Mr. Arcularis"' del repertori Among the Lost People (1934).
Els seus treballs estan influenciats pels inicis de la teoria psicoanalítica. Entre la seva millor poesia es troba '"Preludes to Definition, que pertany a la seva obra Collected Poems (1953).

## Obres
- Earth Triumphant, (1911, poesía)
- The Jig of Forslin, (1916, poema narrativo)
- The Charnel Rose, (1918, poesía)
- The Blue Voyage, (1926, novela)
- Costumes and Eros, (1929, cuentos)
- Gehenna, (1930, cuentos)
- Selected Poems, (1930, poesía)
- John Death: A Metaphysical Legend (1931, poesía)
- Great Circle, (1933, novela)
- And In the Hanging Gardens, (1933, poesía)
- Silent Snow, Secret Snow, (1934, cuentos)
- Among the Lost People, (1934, cuentos)
- Bring! Bring! Bring!, (1935, cuentos)
- King Coffin, (1935, novela)
- A Heart for All the Gods of Mexico, (1939, novela)
- Conversations, (1940, novela)
- Skylight One, (1949, poesía)
- The Collected Stories of Conrad Aiken, (1960, cuentos)
- Morning Song for Lord Zero, (1963, poesía)
- Cats And Bats And Things With Wings, (1965, poesía)
- Thee, (1967, poesía)
- Being the Diary of a Queer Man, (1971, poesía)
- Ushant, (1973, novela autobiográfica)
- Charnel Rose, Senlin and Other Poems, (1982, poesía)